# Ernest Leonard Johnson
Ernest Leonard Johnson, južnoafriški astronom, * 1891, † 1977.

## Delo
Deloval je na Observatoriju Union.
Odkril je 18 asteroidov in komet 48P/Johnson.
1. ↑  Ernest Leonard Johnson (1891 - c.1977) - Genealogy — 2015.